# Porta Senese (Batignano)
Porta Senese costituiva la porta di accesso lungo la parte nord-orientale dell'antica cinta muraria di Batignano, frazione del comune di Grosseto.

## Storia
L'intero complesso fu costruito nel corso del XII secolo contemporaneamente alla realizzazione delle mura e della torre su cui si inseriva la porta stessa.
Nei secoli successivi, fu modificata la torre, eliminandone la parte sommitale, dove fu costruito un piccolo edificio di guardia, più volte ristrutturato.
Recenti restauri avvenuti tra la fine del XX secolo e gli inizi del nuovo millennio hanno permesso di recuperare ciò che rimaneva dell'antica porta.

## Descrizione
La porta Senese di Batignano si apriva lungo la cinta muraria a fianco di una piccola torre ancora oggi presente, che è ciò che rimane del complesso architettonico dell'antica porta.
La torre si presenta a sezione circolare, con basamento a scarpa, sopra il quale si aprono 3 grosse feritoie rettangolari che originariamente svolgevano funzioni di difesa ed offesa. Le strutture murarie sono rivestite in blocchi di pietra; nei pressi di una feritoia è visibile il punto in cui si inseriva l'antica porta.
La parte alta della torre termina in modo netto e costituisce la base per una costruzione a sezione quadrangolare, articolata su un unico livello che si eleva oltre l'altezza della torre; il piccolo edificio è di epoca più moderna rispetto alla struttura sottostante.